# 角田豊 (心理学者)
角田 豊（かくた ゆたか、1962年 - ）は、日本の教育心理学者、京都産業大学・京都教育大学教授。
角田敏郎の長男として大阪府に生まれる。1991年京都大学大学院教育学研究科博士後期課程単位取得退学。1997年「共感についての臨床心理学的研究 法則定立的研究と個性記述的研究の相補的結合をめざして」で京都大学教育学博士。1991年鳴門教育大学助手、1994年奈良女子大学講師、1996年甲子園大学助教授、2007年教授、2008年京都産業大学文化学部教授、京都教育大学大学院連合教職実践研究科教授兼務。臨床心理士。   

## 著書
- 『共感体験とカウンセリング 共感できない体験をどうとらえ直すか』福村出版 1998
- 『カウンセラーから見た教師の仕事・学校の機能』培風館 1999

編著
- 『生徒指導と教育相談 父性・母性の両面を生かす生徒指導力』編著 片山紀子,内田利広著 創元社 2009

### 翻訳
- D.M.バーガー『臨床的共感の実際 精神分析と自己心理学へのガイド』安村直己,藤田雅子, 竹内健児,西井克泰共訳 人文書院 1999
- アーネスト・S.ウルフ『自己心理学入門 コフート理論の実践』安村直己共訳 金剛出版 2001
- ジョゼフ・D.リヒテンバーグ,フランク・M.ラクマン,ジェームズ・L.フォサーギ『自己心理学の臨床と技法 臨床場面におけるやり取り』監訳 金剛出版 2006

## 参考
- 京都産業大学